# Semadam Awal
Semadam Awal is een bestuurslaag in het regentschap Aceh Tenggara van de provincie Atjeh, Indonesië. Semadam Awal telt 931 inwoners (volkstelling 2010).